# 川崎日航ホテル
川崎日航ホテル（かわさきにっこうホテル）は、神奈川県川崎市の川崎駅前にある高層ホテルである。

## 歴史
川崎市は昭和30年代に臨海部の埋め立てが進み、京浜工業地帯の中枢として発展した。1959年（昭和34年）には川崎駅に駅ビルかわさきが開業し、駅前広場も整備された。1964年東京オリンピックが開催されることが決定すると日本各地でホテル建設ラッシュが起こり、東京国際空港にほど近い川崎でも駅前広場に面した好立地にホテルが建設される運びとなった。
初代の川崎日航ホテル（旧館）は、現在の川崎ルフロンおよびその正面の駅前広場の一部にあたる位置に建設され、1964年（昭和39年）8月15日に開業した。10階建てで客室は64室。日本航空ホテル株式会社が運営にあたった。宿泊部門より飲食・宴会部門に重点が置かれ、ピアノの生演奏が楽しめるパブレストランや夜景が一望できるビアホールが好評を博した。本ホテルの特色として、ブライダル部門に注力した点があげられる。ホテル内には神殿が併設され、川崎エリアで唯一の結婚式場を備えたホテルとして毎週末には限度いっぱいの20組の挙式が行われた。1980年には、開業以来の挙式が1万組を越えた。神前結婚式のニーズに応じ、近隣の稲毛神社とも提携している。このほかテナントとして旅行会社や理髪店、レコード店なども入居した。
1970年、本ホテルに隣接した大日日本電線川崎工場跡地の再開発計画が浮上した。「Kプロジェクト」と呼ばれたこの計画は5.3ヘクタールの敷地をホテル・ショッピング・ビジネス・レジャーの4ブロックに分けて開発するものであったが、オイルショックにより立ち消えとなった。この再開発計画は、川崎駅前の地下街構想が具体化すると再浮上した。1981年に地下街が着工し、同年9月25日には従来の川崎日航ホテルの北西側、国電の線路寄りに川崎日航ホテル新館が着工。約2年の工期を経て1983年11月20日に開業した。1986年10月には地下街「川崎アゼリア」が開業。1988年には旧館および電線工場の跡地に川崎ルフロンが開業し、1989年10月にはアゼリアの地下通路が新館地下に直結した。
1998年に京急空港線羽田空港駅が開業。2002年からは本ホテルから徒歩5分ほどの京急川崎駅に直通電車が乗り入れるようになり、空港からの交通の便が大きく改善された。
2011年3月11日に発生した東日本大震災では、川崎市では震度5強を記録。交通機関は麻痺し、多くの帰宅困難者が生じた。客室はすでに満室であったが、ロビーや宴会場を開放し多くの帰宅困難者を受け入れ、ラジオを流したり水や毛布を提供するなど出来得る限りの対応を行った。この地震で火災やエレベーターへの閉じ込めはなかったものの、客室のドアが開かなくなるケースが数件生じた。宿泊客に不安を与えないよう客室前にスタッフを待機させ、館内の備品等を使いドアを壊し、救出する措置が取られた。この震災の経験から、川崎駅周辺帰宅困難者対策訓練への参加を継続している。

## 建築
新館の設計・施工は鹿島建設が担当。地上20階・地下2階、高さは約85mで、当時の川崎市内では最も高い建物となった。かつての「公害の街」のイメージを払拭すべく、外壁は清潔感のある白色のタイルで仕上げられ、「白亜の超高層ホテル」と呼ばれた。上部には日本航空の鶴丸印のネオンサインが掲げられた。冷暖房の熱源には、大気汚染の少ない都市ガスが採用されたことも特徴の一つである。客室数は184室で、旧館の3倍近くに拡充された。直営料飲施設は10階のカフェレストラン「ナトゥーラ」と7階のバーラウンジ「夜間飛行」、カラオケ＆パーティルーム「アポロン｣の3店舗で、このほかテナントフロアにも居酒屋や日本料理店が入居している。宴会場・バンケットルームは計14室。結婚式場にはチャペルが新設された。

### テナント
地下1階から地上6階にかけてはテナントフロアで、飲食店や医院、ブティック、学習塾「ライトハウスアカデミー」などが入居している。
1988年には、4階にディスコ「キング&クイーン」がオープン。広いダンスフロアやVIPルームを有し、多くの芸能人も訪れた。4年余り営業したのち、居酒屋「魚や一丁」に改装されている。
2015年6月には、さいか屋が前月に閉店した川崎店に代えて、本ビル3階にサテライト店舗をオープンした。

## 催事
2012年より例年8月中の土日2日間に宴会場を開放し、ダンスステージや縁日、ホテルメニューのフードコートなどが出店する夏祭りが開催される。
2010年には工場夜景のバスツアーと宿泊プランのセット販売を開始。2013年には川崎市観光協会とタイアップし、バスツアーのあと本ホテルのバーラウンジ「夜間飛行」で工場夜景をイメージしたカクテルやスイーツを楽しめるプランを開始した。